# 소아성애증
소아성애증(小兒性愛症, 영어: pedophilia)은 사춘기 이전의 아이에게 강렬한 성적 욕망을 느끼는 것이다. 어린이성애증, 소아 성 도착증이라고도 한다. 의학적 진단명으로서 페도필리아(pedophilia)는 만 18세 이상의 사람이 사춘기 이전의 아이들에게 특별히 성적 관심을 나타내는 사람을 지칭한다. 여기서 접두사인 Pedo-는 그리스어로 아이를 의미하는 παῖς에서 유래했고 접미사 -philia는 갈망하다의 뜻인 φιλία에서 유래했다.

## 용어
소아성애증은 정신의학이나 심리학적 용어가 아니다. 정신의학이나 심리학에서는 페도필리아(Pedophilia)라는 용어를 그대로 사용하거나,  ‘소아기호증’ 또는 ‘아동기호증’으로 번역한다.
일반적으로는 아이에게 어떤 성적 관심을 가지거나 아이들을 대상으로 성범죄를 저지르는 사람을 통칭해서 소아성애자라고 한다. 그러나 이는 의학적 개념이 아니다. 이러한 일반적인 소아성애자라는 용어는 사춘기나 사춘기 직후의 청소년에게 성적 관심 또는 성적 관계를 가지는 사람으로 확장되어 사용되기도 한다. 하지만 전문가들은 비록 어린이를 대상으로 성범죄를 저질렀어도 이런 부정확한 용어의 사용을 피하기를 추천한다. 소아성애자는 사춘기 이전의 아이들에게 유별난 성적 관심을 보이거나 성범죄를 저지른 사람에게 적용가능하기 때문에 아이들을 대상으로 성범죄를 저질렀다고 하더라도 모두 소아성애자라는 의학적 진단이 내려지지 않기 때문이다. 그리고 모든 소아성애자들이 성범죄를 저지르는 것도 아니다.

## 진단 기준
국제질병분류 ICD-10에 따르면 페도필리아(소아기호증)를 "일반적으로 만 11세 이전(특정한 기준을 만족시킬 경우에만 만 13세 이전까지로 확장할 수 있다)의 사춘기 이전의 아동에게 독점적으로 혹은 주로 성적 매력을 느끼는 병"이라고 정의하며, 환자는 적어도 만 16세 이상의 청소년, 성인이어야 하고 성적 매력의 대상이 되는 아동은 적어도 환자보다 5살이 어려야 한다고 규정한다.
정신질환 진단 및 통계 편람 DSM-5에서는 페도필리아(소아기호증)를 "일반적으로 만 13세 이전의 사춘기 이전의 아동에게, 지속적인 성적 환상, 충동, 행동이 6개월 이상 생기는 경우"라고 규정하고 있으며, 환자는 적어도 만 16세 이상의 청소년, 성인이어야 하고 성적 매력의 대상이 되는 아동은 적어도 환자보다 5살이 어려야 한다고 규정한다. 또한 이러한 성적 환상 등은 실제로 아동에 대한 성적 행동을 부추기거나, 사회적, 직업적, 윤리적, 법적 등등 기타 중요한 영역에서 고통이나 장애를 일으킬 경우여야만 한다고 규정한다. 사춘기 이전의 아동에게 지속적인 성적 환상 등이 일어나는 경우라고 할지라도, 행동으로 옮기지도 않고 주관적인 고통이나 불편을 느끼지도 않으면 페도필리아(소아기호증)로 진단되지 않는다.

## 같이 보기
- 나이 차이와 성적 관계
- 아동의 성
- 아동 성학대
- 아동 포르노
- 헤베필리아